# Liebenwalde
Liebenwalde (pronunciación en alemán: /ˌliːbn̩ˈvaldə/ⓘ) es un municipio situado en el distrito de Alto Havel, en el estado federado de Brandeburgo (Alemania), a una altitud de 40 metros. Su población a finales de 2016 era de 4000 habs. y su densidad poblacional, 30 hab/km².